# كاترين ريان هايد
كاترين ريان هايد (بالإنجليزية: Catherine Ryan Hyde)‏ هي كاتِبة أمريكية، ولدت في 31 يناير 1955.

## وصلات خارجية
- الموقع الرسمي
- كاترين ريان هايد على موقع IMDb (الإنجليزية)
- كاترين ريان هايد على موقع قاعدة بيانات الفيلم (الإنجليزية)